# Ветро
Ветро (фр. Vétroz) — громада  в Швейцарії в кантоні Вале, округ Конте.

## Географія
Громада розташована на відстані близько 85 км на південь від Берна, 7 км на захід від Сьйона.
Ветро має площу 10,4 км², з яких на 18,2% дозволяється будівництво (житлове та будівництво доріг), 47,6% використовуються в сільськогосподарських цілях, 19,8% зайнято лісами, 14,5% не є продуктивними (річки, льодовики або гори).

## Демографія
2019 року в громаді мешкало 6398 осіб (+34,2% порівняно з 2010 роком), іноземців було 24,7%. Густота населення становила 613 осіб/км².
За віковим діапазоном населення розподілялося таким чином: 23,7% — особи молодші 20 років, 62,4% — особи у віці 20—64 років, 14% — особи у віці 65 років та старші. Було 2570 помешкань (у середньому 2,5 особи в помешканні).
Із загальної кількості 1769 працюючих 297 було зайнятих в первинному секторі, 547 — в обробній промисловості, 925 — в галузі послуг.